# Delta (álbum de M Clan)
Delta es el noveno álbum de estudio del grupo español de rock M Clan. Es el duodécimo álbum en total de su carrera y salió a la venta el 30 de septiembre de 2016. Ese mismo otoño de 2016 comenzaron una gira de varios meses por España para presentar el álbum.
El primer sencillo del álbum fue el tema "La esperanza", que se pudo escuchar desde el 22 de julio de 2016, acompañado de su propio videoclip. La fotografía de la portada del álbum, obra de Juan Pérez-Fajardo, homenajea la portada del recopilatorio The Simon and Garfunkel Collection: 17 of Their All-Time Greatest Recordings de Simon & Garfunkel. 
Junto a Ricardo Ruipérez y Carlos Tarque participan en el disco Will Kimbrough, Brad Jones, Bryan Owings, Al Perkins, Derek Mixon, John Jackson y Chris Carmichael.

## Lista de canciones
El álbum contiene los siguientes temas, todos ellos compuestos por Carlos Tarque y Ricardo Ruipérez, excepto "Noche de desolación", compuesto solamente por Ruipérez:
| Delta |                           |          |  |
| N.º   | Título                    | Duración |  |
| 1.    | «Grupos americanos»       | 3:31     |  |
| 2.    | «California»              | 3:51     |  |
| 3.    | «La esperanza»            | 3:30     |  |
| 4.    | «Delta»                   | 3:53     |  |
| 5.    | «Caminos secundarios»     | 4:06     |  |
| 6.    | «Saltamos sin mirar»      | 4:01     |  |
| 7.    | «Tráeme tu amor»          | 3:41     |  |
| 8.    | «Viaje hacia el sur»      | 4:08     |  |
| 9.    | «Todo lo joven muere hoy» | 4:24     |  |
| 10.   | «Concierto salvaje»       | 5:46     |  |
| 11.   | «Polvo de estrellas»      | 4:48     |  |
| 12.   | «Whisky on the rocks»     | 3:11     |  |
| 13.   | «Noche de desolación»     | 3:10     |  |
| 52:00 |                           |          |  |

### Temas adicionales
| Delta (versión extendida) "Edición digital en iTunes" |                                                                  |          |  |
| N.º                                                   | Título                                                           | Duración |  |
| 14.                                                   | «Corazón en tránsito» (incluida en la edición digital del disco) | 4:20     |  |

## Componentes y personal
Las siguientes personas participaron en la creación del álbum:
| Músicos - Carlos Tarque: voz, armónica, percusión - Ricardo Ruipérez: guitarra, coros - Brad Jones: bajo, guitarras, teclados, harmonium - Will Kimbrough: slide, guitarras - Bryan Owings: batería, percusión - Al Perkins: pedal steel, guitarras, dobro, lap steel - John Jackson: guitarra - Chris Carmichael: violín, viola, violonchelo - Derek Mixon: batería, percusión | Técnicos - Productor: Brad Jones - Asistente de grabación: Harrison Brougham - Masterización: Richard Dodd - Fotografía: Juan Pérez-Fajardo - Diseño: Álvaro P-FF |